# لوکا بوکیچ
لوکا بوکیچ (انگلیسی: Luka Bukić؛ زادهٔ ۲۰ آوریل ۱۹۹۴) ورزشکار واترپلو اهل کرواسی است.
وی در مسابقات کشوری و بین‌المللی در مجموع برندهٔ ۱ مدال طلا، ۲ مدال نقره، ۱ مدال برنز شده‌است.